# ビオルネ
ビオルネ（VIE. ORNER）は、大阪府枚方市岡本町（おかほんまち）に所在し、ショッピングセンターとマンションから構成される複合商業施設である。名称はフランス語の"VIE ORNE"（生活を彩る）に由来する。

## 概要
京阪電気鉄道枚方市駅近くに位置する。当施設の周辺は古くから「岡東町商店街」が形成されてきたが、枚方市駅周辺などの大型店舗開発 や生活スタイルの変化に伴い、活性化が求められるようになった ため、市街地再開発事業として建設された。1990年4月28日に開業した。

## 運営会社の倒産
再開発にあたり、枚方市をはじめ、民間企業や枚方信用金庫などの金融機関も出資する第三セクターの運営会社「株式会社ビオルネ」が1977年に設立された。2009年度には4億3823万円の年商を記録したが、他の商業施設との競合激化やテナントの撤退等の原因により売り上げが低下、2010年に民事再生法の手続きを大阪地方裁判所に申請し倒産した。この時点では自主再建を目指していたが、翌2011年10月に株式会社ビオルネは破産手続に移行し、会社として清算することとなった。
なお2011年当時、ビオルネのショッピングセンター部分の所有権は床面積の60%をイオンリテール、30%を地元の権利者、B1階および5・6階フロアを「賛栄商事」が保有し、運営会社の所有は6%のみであり運営会社の破産手続き開始後は商店主が結成したビオルネ管理組合によって運営されている。

## 沿革
- 1977年（昭和52年）5月 - 枚方市が周辺の再開発の一環として運営会社「株式会社ビオルネ」を設立。
- 1990年（平成2年）4月28日 - 商業施設としてのビオルネがオープン[1]。
- 2008年（平成20年）2月27日 - 核店舗の枚方ビブレが枚方サティに業態転換[9]。
- 2010年（平成22年）9月6日　-　運営会社が民事再生法の適用を申請し、事実上倒産。
- 2011年（平成23年）10月 - 運営会社の破産手続開始。
- 2015年（平成27年）3月 - カルチュア・コンビニエンス・クラブが展開するTポイントに加盟。(イオン等一部店舗除く)
- 2019年（令和元年）
  - 6月1日 - 創立30周年を機にリニューアルとして、屋号を「枚方ビオルネ」に変更。
  - 9月14日 - 5階フロアにコワーキングスペース 「ビィーゴ」 がオープン。
- 2020年（令和2年）6月25日 - 「ビィーゴ」が4階フロアへスペース拡大。

## 施設

### 北館（本館）
- 地上15階・地下2階建て。地下1階から6階はショッピングセンター、それ以上の階はマンションになっている。
- キーテナントはイオン枚方店。当初はマイカルがサティとして開業し、その後ビブレに業態転換。2008年に再びサティに業態転換[9]、2011年にイオングループのGMSブランド名統合に伴い「イオン」になった。2019年に地下1階から2階までの3フロアに営業フロアを縮小。地下1階に食料品、1階に酒・イートイン・化粧品・医薬品・日用品・家庭用品、2階にファッション衣料を展開する。
- 現在の主なテナントは、ソフトバンクショップ、ドコモショップといった携帯ショップや、ハニーズ、ガスト、ベルメゾンアウトレット、セリア、モーリーファンタジー、ABCクラフト、アニメイトなどで、6階はハローワークとなっている。なお、ハニーズとモーリーファンタジーはイオン内に入居している。
- 当施設はオープンから長い年月が経過しており、過去のテナントを全て把握することは困難だが、かつて6階はレストラン街があり、スガキヤなどが入居していたが、全店舗が撤退した。（その後2010年ごろ、6階に好日山荘などができるも、まもなく閉店）。また、大型店だった無印良品も、ビオルネ運営会社の倒産により2011年に閉店し、しばらく空き状態となっていたが、2016年9月からABCクラフトが入店した。
- かつては、ショッピングセンターの全フロアが吹き抜けでイベントなどもおこなわれたが、現在は1階のみになっている。（吹き抜け部分には、珍しい曲線状のエスカレーターがあり[10]、現在も使用されている。）
- 正面玄関前で定期的にフリーライブやテントマルシェ、移動販売車による出店が行われ、枚方宿くらわんか五六市開催時でも開催場所の一部となっている。

### 南館
- 地上10階・地下2階建て。4階以上はマンションになっている。外に面して店舗が軒を連ねる形式で、マクドナルド(2024年08月16日閉店)やダイコクドラッグ（100円ショップ併設）のほか、地元の書店である「野村呼文堂」などが入居している。
- かつては、現ダイコクの場所に家電のニノミヤ（ニノミヤ閉店後はナカヌキヤ）があったほか、みずほ不動産販売などがあった。

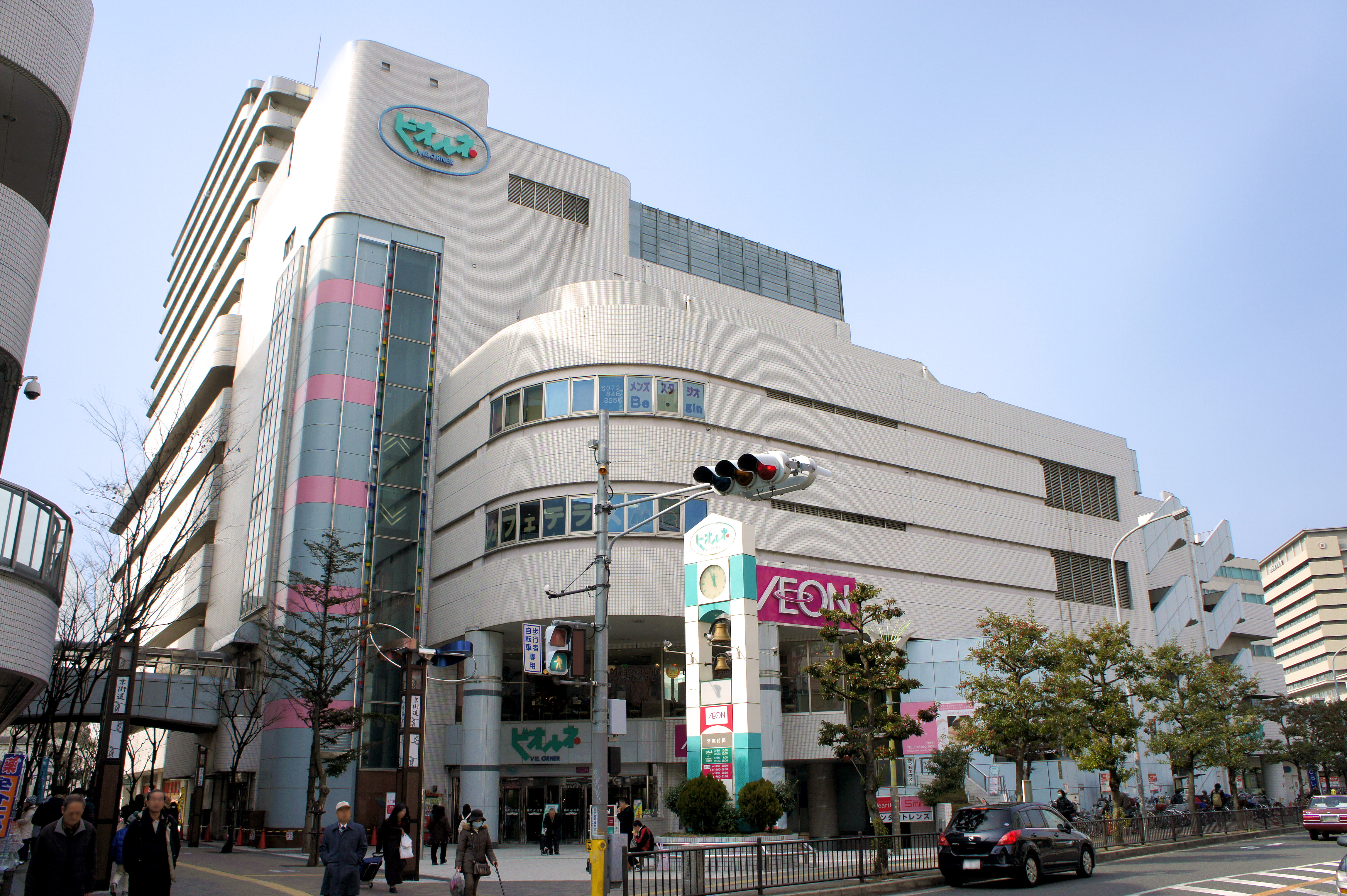
北館（2012年2月）
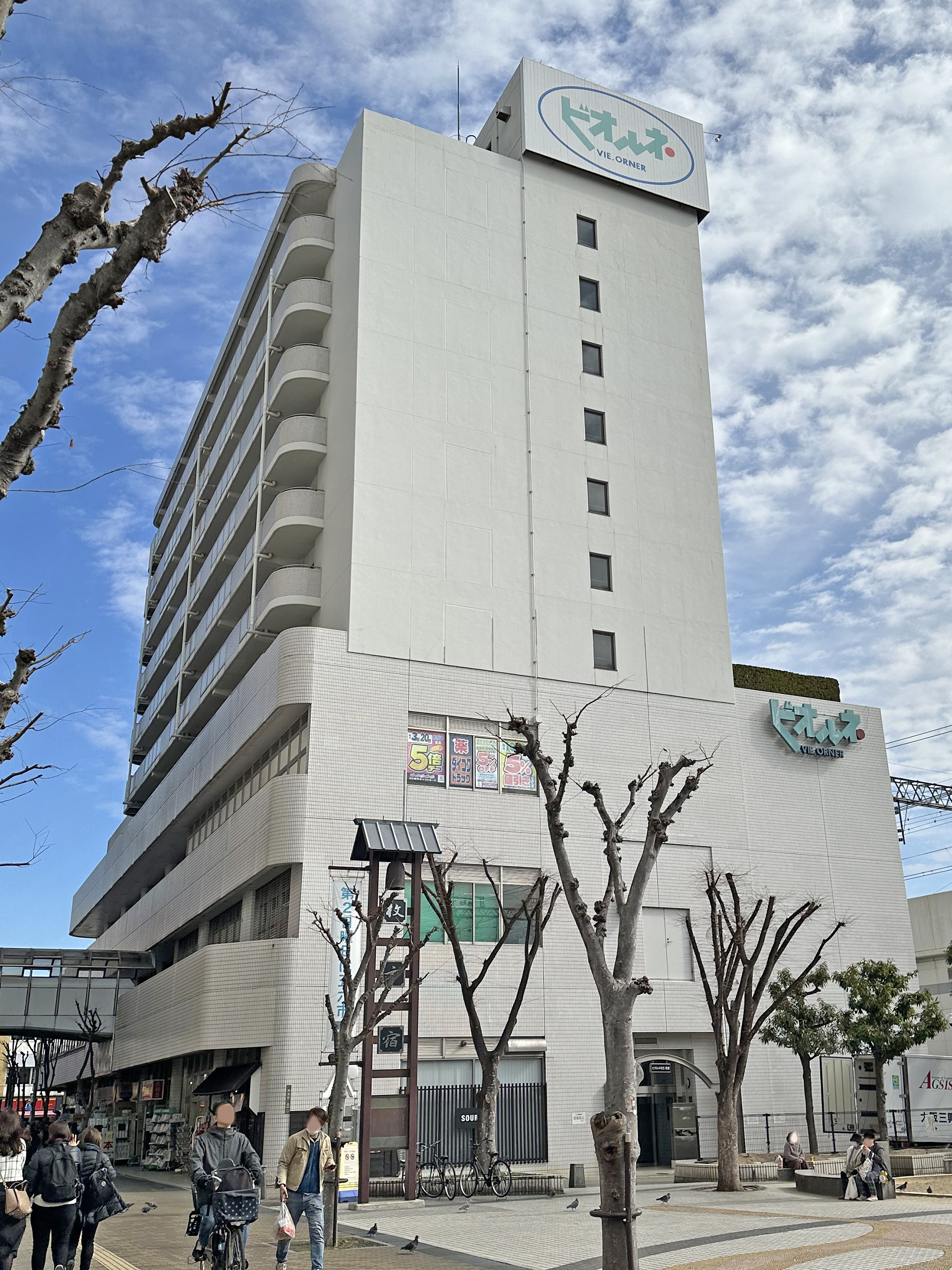
南館（2024年2月）
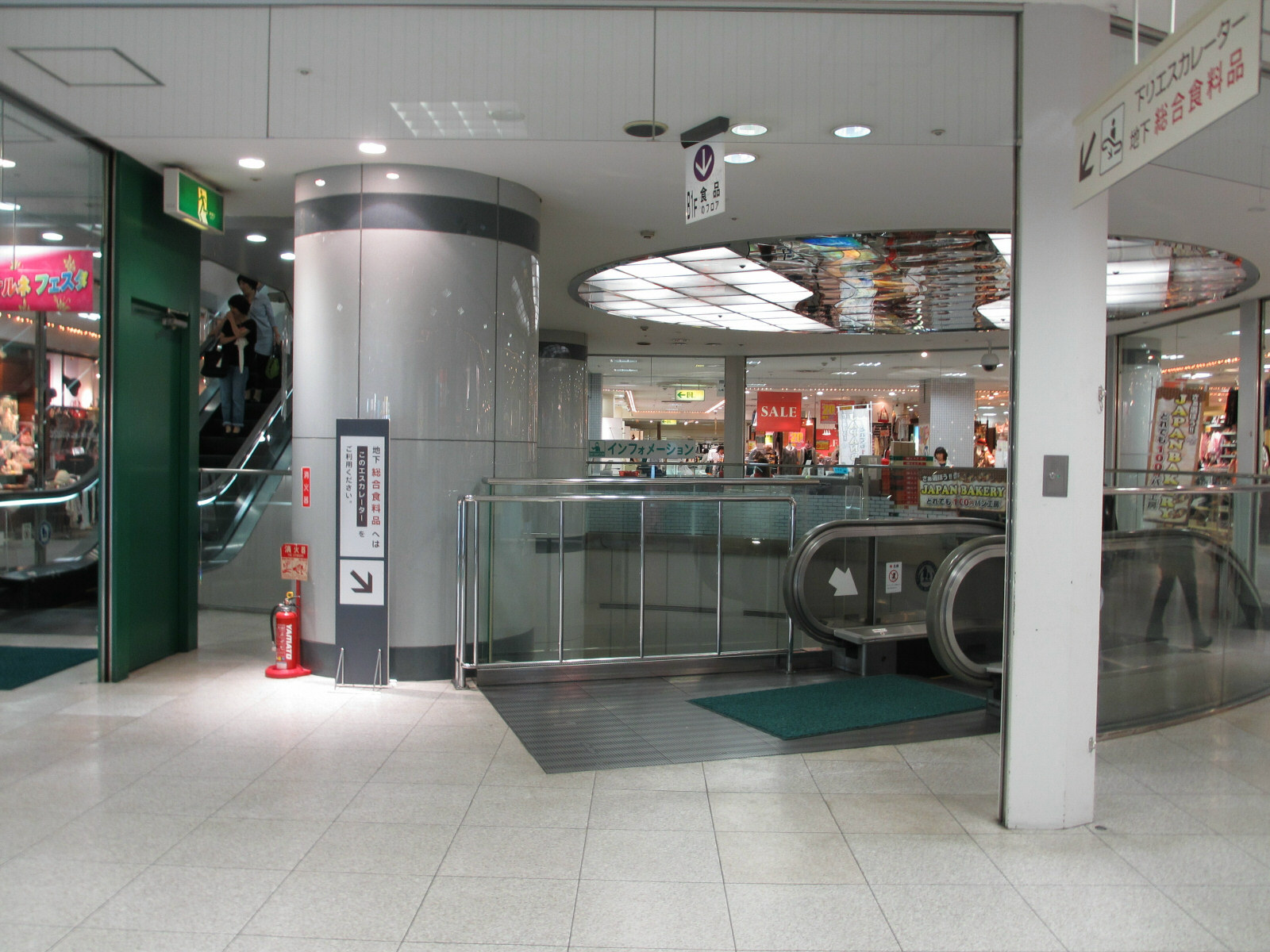
北館にある曲線型エスカレーターの乗り口

## 交通アクセス
- 京阪本線枚方市駅より徒歩1分（2010年に歩道橋が完成し、直結された）。

## 駐車・駐輪施設
- 建物に併設の第一駐車場がある。また、近くの「タイムズ枚方岡本町立体駐車場」と提携を結び、「第二駐車場」としている（かつてはその駐車場もビオルネ直営であった）。
- 併設の有料駐輪場が2か所ある。また、「第二駐車場」前に無料駐輪場もある。

## 地域活動
- 「地域に根差した公共商業施設」を目指し、2018年11月より各月第3日曜日、地元の神社である意賀美神社の清掃ボランティア活動をビオルネ店主会で行っている。随時、ボランティアを募集している[11]。